# Suits LA
Pour les articles homonymes, voir Suits (homonymie).
Pearson
Suits LA est une série télévisée américaine en treize épisodes de 42 minutes créée par Aaron Korsh, diffusée entre le 23 février et le 18 mai 2025 sur le réseau NBC et en simultané sur le réseau CTV au Canada et en diffusion décalée sur USA Network Canada.
Il s'agit d'une série dérivée de Suits : Avocats sur mesure. Un précédent spin-off, Pearson, a été diffusé en 2019.
Cette série est inédite dans tous les pays francophones.

## Synopsis
Après avoir déménagé à Los Angeles, Ted Black, ancien procureur fédéral de New York, représente désormais des clients puissants de la « Cité des Anges ». Il va être confronté à des défis complexes au sein de son cabinet d'avocats, ainsi qu'à des enjeux personnels[réf. nécessaire].

## Distribution

### Acteurs principaux
- Stephen Amell : Ted Black
- Josh McDermitt : Stuart Lane
- Lex Scott Davis : Erica Rollins
- Bryan Greenberg : Rick Dodsen

### Récurrents
- Troy Winbush : Kevin
- Alice Lee : Leah

### Invités
- John Amos : lui-même
- Gabriel Macht : Harvey Specter[3]

## Production

### Développement
Le 12 octobre 2023, il est annoncé qu'une série dérivée de Suits : Avocats sur mesure était en cours de développement, avec Aaron Korsh comme showrunner. Le 1er février 2024, la série est commandée par NBC. Le pilote est écrit par Korsh et réalisé par Victoria Mahoney. Le 28 décembre 2023, il a été annoncé que le spin-off se déroulerait à Los Angeles. Les sociétés de production impliquées dans la série sont Hypnotic et Universal Content Productions.
Le 9 mai 2025, la série est annulée.

### Attribution des rôles
En février 2024, Stephen Amell, Josh McDermitt et Lex Scott Davis sont choisis pour tenir les rôles principaux. En mars 2024, Bryan Greenberg est promu au rang de personnage régulier. En outre, Troy Winbush et Alice Lee rejoignent la distribution en tant qu'invités, mais ils seront récurrents si le pilote est sélectionné pour la série. En octobre 2024, il est rapporté que John Amos avait été choisi pour jouer son propre rôle. Le 20 novembre 2024, il est annoncé que Gabriel Macht reprendrait son rôle d'Harvey Specter en tant qu'invité.

### Tournage
Le pilote est tourné à Vancouver. Le 1er août 2024, il est annoncé que la production de la série a été transférée à Los Angeles.

## Épisodes
1. Seven Days a Week and Twice on Sunday
2. Old Man Hanrahan
3. He Knew
4. Batman Returns
5. You're on Your Own
6. Dester
7. Good Times
8. Acapulco
9. Bat Signal
10. Slugfest
11. Tearin' Up My Heart
12. Angry Sylvester
13. Freedom